# Umformbarkeit
Umformbarkeit ist die Eigenschaft eines Werkstoffs, durch äußere Beanspruchung bleibend umgeformt zu werden.
Durch Walzen, Schmieden, Treiben und andere Umformverfahren werden Werkstücke in ihrer Form bleibend geändert. Man spricht hier von plastischer Verformung. Die Eignung eines Werkstoffes für diesen Vorgang bezeichnet man als seine Umformbarkeit. Gut umformbare Werkstoffe sind demnach leicht plastisch verformbar.
Die Umformbarkeit ist u. a. durch die Lage zweier Grenzen definiert:
- Die Streckgrenze: Bei einem Zugversuch kann man feststellen, dass es eine untere Grenze zur plastischen Verformung gibt: unterhalb dieser Grenze ist der Werkstoff nur elastisch verformbar, er wird also nach Wegfall der Zugkräfte wieder seine Ursprungsform annehmen.
- Die Bruchgrenze: Der Werkstoff kann nicht unendlich weit plastisch verformt werden: wird die Bruchgrenze überschritten, so bricht der Werkstoff.